# Nattas
Nattas är en svensk hårdrocksgrupp. Nattas spelar black/thrash metal med influenser från Venom, Pantera, Testament med flera.

## Medlemmar
Nuvarande medlemmar
- Ed (Jonaz Bulund aka Evil Ed Engine) – basgitarr (1999– )
- Mouth (Kacper Różański) – sång (1999– )
- The Steel (Ronnie Bergerståhl) – trummor (2013– )
- Wead, The Adaptive Satanist (Mikael Vikström) – gitarr (2013– )

Tidigare medlemmar
- Helvetet (Rickard Nyström) – trummor (1999–2003)
- Darkwing – gitarr (1999–2005)
- Nick Nightmare – gitarr (1999–2000)
- Demonizer (Conny Bevelius) – trummor (2003–2013)
- Meanos (Johan Murmester) – gitarr (2005–2013)

## Diskografi
Demo
- Axiom (1999)
- Born in Flames (2000)
- Cast (2000)

Studioalbum
- At Ease With the Beast (2005)
- Inde Deus Abest (2007)

EP
- Salvation (2003)